# Enefiok Udo-Obong
Enefiok Udo-Obong (22 de maio de 1982) é um velocista e campeão olímpico nigeriano, especializado nos 400 metros rasos.
Em Sydney 2000, ele fez parte do revezamento 4x400 m da Nigéria, junto com os compatriotas Jude Monye, Sunday Bada e Clement Chukwu, que ficou com o segundo lugar, atrás do revezamento dos Estados Unidos. Em 2008, com a confissão do atleta Antonio Pettigrew, integrante daquele revezamento americano campeão olímpico, de que havia participado dopado dos Jogos, o COI retirou as medalhas de ouro dos quatro atletas americanos. Em 2012, elas foram concedidas aos integrantes do revezamento da Nigéria, que passaram a ser oficialmente os campeões olímpicos de Sydney.
Em Atenas 2004 ele também integrou o revezamento que conquistou a medalha de bronze.